# 瓦尔泽亚-杜多鲁
瓦尔泽亚-杜多鲁是葡萄牙波尔图区的一个堂区。总面积5.25平方公里，总人口2015人，人口密度383.8人/平方公里。